# Корунки
Корунки́ — родина українських художників кінця XVI — першої половини XVII століття. Діячі Львівського братства. Творів Корунків з підписами не збереглося.
- Семен Корунка (Сенько; ?—?) — друкар.
- Іван Семенович Корунка (прізвисько — Корунчак; ?—1657) — живописець. Згадується в актах 1624 року.
- Олександр Семенович Корунка (?—1648) — живописець. Згадується в актах 1640-х років.
- Іван Іванович Корунка (?—?) — живописець. Діяч Ставропігійського братства.
- Севастьян Іванович Корунка (?—1666) — живописець. У 1662—1666 роках — старшина львівського цеху малярів. У 1664 році створив 8 малюнків («Вигнання із раю», «Потоп» та інші) для львівського видання Тріоді пісної, які гравірував на дереві Василь Ушакевич.